# سرخس آهو
سرخس آهو (نام علمی: Blechnum spicant) نام یک گونه از سرده شانه‌سرخس است.